# Irak op de Olympische Zomerspelen 2024
Irak nam deel aan de Olympische Zomerspelen 2024 in Parijs, Frankrijk.

## Aantal deelnemers
Hieronder volgt een overzicht van de atleten die zich reeds gekwalificeerd hebben voor de Olympische Zomerspelen van 2024.
| Sport         | Mannen | Vrouwen | Totaal |
| ------------- | ------ | ------- | ------ |
| Atletiek      | 1      | 0       | 1      |
| Gewichtheffen | 1      | 0       | 1      |
| Judo          | 1      | 0       | 1      |
| Voetbal       | 18     | 0       | 18     |
| Zwemmen       | 1      | 0       | 1      |
| Totaal        | 22     | 0       | 22     |

## Deelnemers en resultaten

### Atletiek

#### Loopnummers
Mannen
| atleet              | onderdeel | voorronde | voorronde | series | series | herkansingen | herkansingen | halve finale   | halve finale   | finale         | finale         |
| atleet              | onderdeel | tijd      | rang      | tijd   | rang   | tijd         | rang         | tijd           | rang           | tijd           | rang           |
| ------------------- | --------- | --------- | --------- | ------ | ------ | ------------ | ------------ | -------------- | -------------- | -------------- | -------------- |
| Taha Hussein Yaseen | 100 m     | 10,51 PB  | 4 q       | 10,50  | 9      | n.v.t.       | n.v.t.       | niet geplaatst | niet geplaatst | niet geplaatst | niet geplaatst |

### Gewichtheffen
Mannen
| atlete       | onderdeel | trekken | trekken | stoten | stoten | totaal  | rang |
| atlete       | onderdeel | score   | rang    | score  | rang   | totaal  | rang |
| ------------ | --------- | ------- | ------- | ------ | ------ | ------- | ---- |
| Ali Rubaiawi | +102 kg   | 200 JWR | 5       | 237    | 6      | 437 JWR | 6    |

### Judo
Mannen
| atleet       | onderdeel | eerste ronde         | tweede ronde         | kwartfinale          | halve finale         | herkansing           | finale / BM          | finale / BM    |
| atleet       | onderdeel | tegenstander uitslag | tegenstander uitslag | tegenstander uitslag | tegenstander uitslag | tegenstander uitslag | tegenstander uitslag | rang           |
| ------------ | --------- | -------------------- | -------------------- | -------------------- | -------------------- | -------------------- | -------------------- | -------------- |
| Sajjad Sehen | −81 kg    | n.v.t.               | Boltaboev V DQB      | niet geplaatst       | niet geplaatst       | niet geplaatst       | niet geplaatst       | niet geplaatst |

### Voetbal
Mannen
| Atleten | Discipline | Resultaat | Prestatie |
| --- | ---------- | --------- | --------- |
| Muntadher Abdul-Amir Hussein Abdullah Josef Al-Imam Hussein Ali Kumel Al-Rekabe Hussein Amer Youssef Amyn Ibrahim Bayesh Hussein Hassan Aymen Hussein Ali Jasim Ahmed Maknzi Karrar Mohammed Muntadher Mohammed Nihad Mohammed Saad Natiq Karrar Saad Mustafa Saadoon Zaid Tahseen | mannen     | 10        | zie onder |

| Groep B |            |             |             |             |             |            |            |            |        |
| #       | Land       | Wedstrijden | Wedstrijden | Wedstrijden | Wedstrijden | Doelpunten | Doelpunten | Doelpunten | Punten |
| #       | Land       | G           | W           | G           | V           | V          | T          | Saldo      | Punten |
| 1       | Marokko    | 3           | 2           | 0           | 1           | 6          | 3          | +3         | 9      |
| 2       | Argentinië | 3           | 2           | 0           | 1           | 6          | 3          | +3         | 9      |
| 3       | Oekraïne   | 3           | 1           | 0           | 2           | 3          | 5          | -2         | 3      |
| 4       | Irak       | 3           | 1           | 0           | 2           | 3          | 7          | -3         | 3      |

| groepsfase   |                |                |                |                |                |                |                |
| 24 juli 2024 | 19:00          | Irak           | 2 - 1          | Oekraïne       |                |                |                |
| 27 juli 2024 | 15:00          | Argentinië     | 3 - 1          | Irak           |                |                |                |
| 30 juli 2024 | 17:00          | Marokko        | 3 - 0          | Irak           |                |                |                |
|              |                |                |                |                |                |                |                |
| kwartfinale  | niet geplaatst | niet geplaatst | niet geplaatst | niet geplaatst | niet geplaatst | niet geplaatst | niet geplaatst |
|              |                |                |                |                |                |                |                |
| halve finale | niet geplaatst | niet geplaatst | niet geplaatst | niet geplaatst | niet geplaatst | niet geplaatst | niet geplaatst |
|              |                |                |                |                |                |                |                |
| finale       | niet geplaatst | niet geplaatst | niet geplaatst | niet geplaatst | niet geplaatst | niet geplaatst | niet geplaatst |

### Zwemmen
Mannen
| atleet          | onderdeel         | series  | series | halve finale   | halve finale   | finale         | finale         |
| atleet          | onderdeel         | tijd    | rang   | tijd           | rang           | tijd           | rang           |
| --------------- | ----------------- | ------- | ------ | -------------- | -------------- | -------------- | -------------- |
| Hasan Al-Zinkee | 100 m vlinderslag | 1.00,23 | 39     | niet geplaatst | niet geplaatst | niet geplaatst | niet geplaatst |